# Beşiktaş JK (női csapat)
A Beşiktaş JK 2014-ben vette fel szakosztályai közé a női labdarúgócsapatát, mely a Kadınlar Süper Ligi tagja. Székhelye Isztambulban található. 

## Története
A klub a harmadosztályban kezdte meg működését a 2014–2015-ös szezonban. Az alapszakasz megnyerése után a rájátszásban, majd a kiírás döntőjében is domináltak és egy évvel később már a másodosztályban versenyezhettek tovább. A második vonalban is hasonló teljesítménnyel sikerült felülkerekedni ellenfeleikkel szemben és veretlenül jutottak az élvonalba.
Az együttes hamar a török női labdarúgás egyik meghatározó csapatává nőtte ki magát. A 2016–17-es bajnokság alapszakaszát az első helyen zárva csak a rájátszásban csúsztak le a bajnoki címről. Következő szezonjukban a dobogó harmadik fokát bérelték ki, majd a 2018–19-es szezonban megszerezték első bajnoki trófeájukat. Egy újabb ezüstérem után második alkalommal bizonyultak a legjobbnak 2020–21-ben.
A Nemzetközi nőnap alkalmából megrendezett Atlético Madrid elleni barátságos mérkőzést 33 000 néző tekintette meg a Vodafone Parkban 2020. március 7-én.

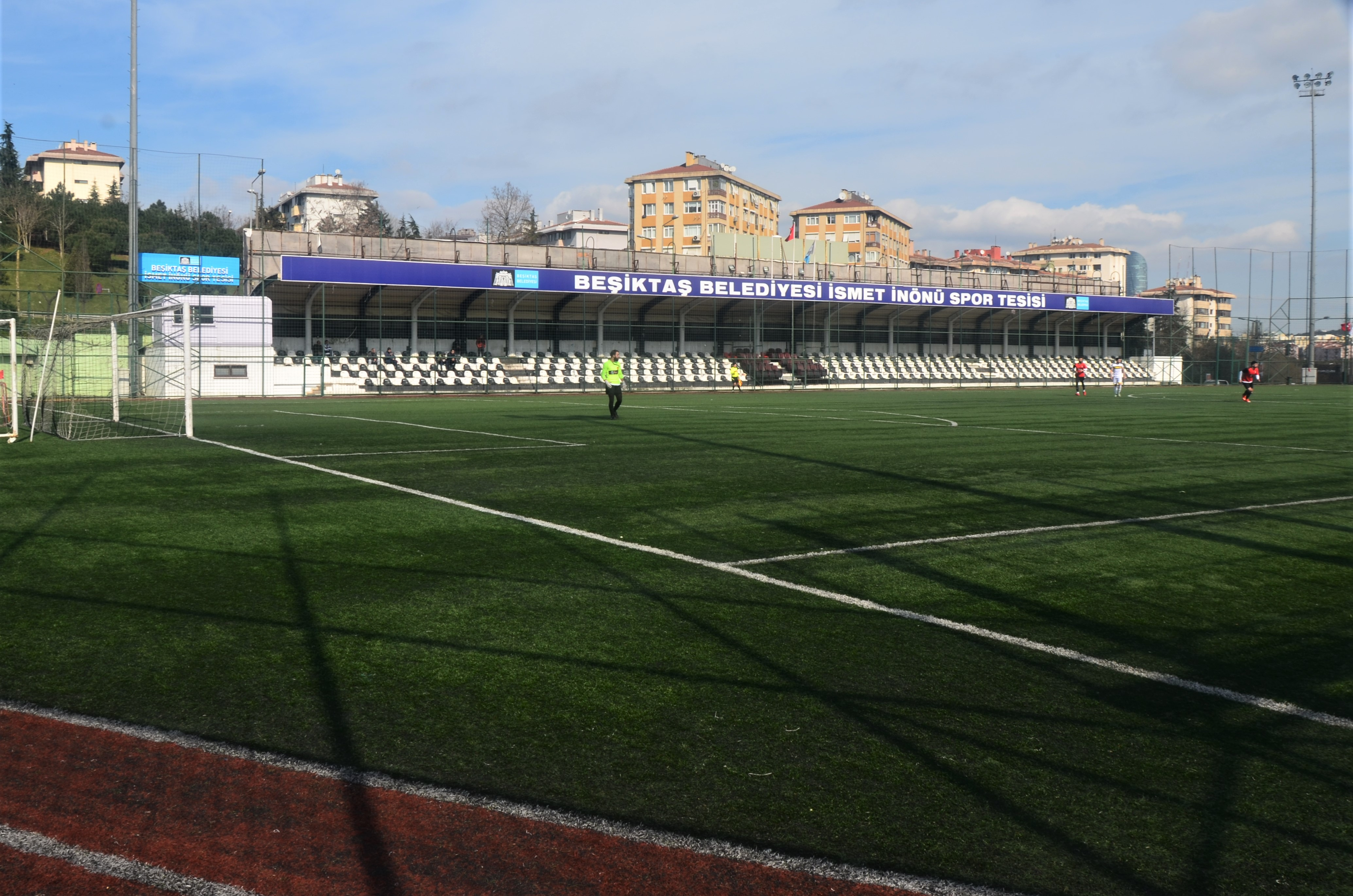
Az İsmet İnönü Stadion a csapat mérkőzéseinek színhelye

## Sikerlista
- Török bajnok (2): 2018–19, 2020–21
- Török másodosztályú bajnok (1): 2015–16
- Török harmadosztályú bajnok (1): 2014–15

## Játékoskeret
2024. január 14-től
| #  |     | Poszt | Név              |
| -- | --- | ----- | ---------------- |
| 1  | TUR | K     | Ezgi Çağlar      |
| 18 | IRN | K     | Maryam Yektaei   |
| 99 | TUR | K     | Münevver Rençber |
| 3  | TUR | V     | Didem Karagenç   |
| 4  | NGA | V     | Glory Ogbonna    |
| 5  | TUR | V     | Sema Polat       |
| 6  | POR | V     | İnes Maia        |
| 17 | MEX | V     | Sofía Álvarez    |
| 21 | TUR | V     | Ece Tekmen       |
| 75 | TUR | V     | Kezban Tağ       |
| 8  | TUR | KP    | Seda Nur İncik   |

| #  |     | Poszt | Név              |
| -- | --- | ----- | ---------------- |
| 9  | AZE | KP    | Esra Manya       |
| 10 | TUR | KP    | Gizem Gönültaş   |
| 13 | HUN | KP    | Pusztai Sára     |
| 19 | NGA | KP    | Vivian Ikechukwu |
| 20 | KOS | KP    | Donjeta Halilaj  |
| 23 | BIH | KP    | Marija Aleksić   |
| 55 | TUR | KP    | Elif Keskin      |
| 15 | TUR | CS    | Başak Gündoğdu   |
| 22 | ENG | CS    | Shameeka Fishley |
| 77 | TAN | CS    | Opa Clement      |

## Korábbi híres játékosok
| - Mesude Alayont - Derya Arhan - Tuğçe Bayındır - Çiğdem Belci - Birsen Bozbal - Sevgi Çınar - Sudenaz Deligöz - Emine Ecem Esen - Dilek Enli - Esra Erol - Berivan İçen - Elifenur Karabulut - Elif Keskin - Safa Merve Nalçacı - Ceren Nurlu - Melike Öztürk - Fatma Şahin - Sevgi Salman - Ayşe Şevval Ay - Gamze Nur Yaman - Berna Yeniçeri | - Jessica Çarmıklı - Bilge Su Koyun - Gi Santos - Ines Nrehy - Eli Jakovska - Jóanna Hamalidú - Maryam Yektaei - Jacquette Ada - Yessica Rodríguez - Aissata Traoré - Imane Abdelahad - Chirine Knaidil - Jekatyerina Ulaszevics - Tetyjana Kozirenko - Hrisztina Pereviznyik |